# Madison Wilson
Madison Wilson (n. 31 mai 1994, Roma⁠(d), Queensland, Australia) este o înotătoare australiană, medaliată olimpică. A participat la 2 ediții ale Jocurilor Olimpice (2016, 2020) în care a câștigat o medalie de aur.